# Mistrzostwa świata w szachach 1886

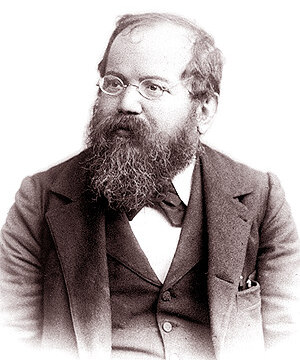
Mistrz świata 1886,
Wilhelm Steinitz

Mistrzostwa świata w szachach 1886 – pierwszy oficjalny mecz o tytuł mistrza świata pomiędzy Wilhelmem Steinitzem i Johannesem Zukertortem, który odbył się w trzech miastach Stanów Zjednoczonych w styczniu, lutym i marcu 1886 r. Pierwsze pięć partii meczu rozegrano w Nowym Jorku, kolejne cztery – w Saint Louis, a ostatnie jedenaście – w Nowym Orleanie. Zgodnie z regulaminem, pojedynki remisowe nie były liczone do klasyfikacji, a tytuł mistrza świata zdobył zawodnik, który jako pierwszy uzyskał 10 punktów. W 20. partii meczu dziesiąte zwycięstwo odniósł Steinitz i to on został pierwszym oficjalnym mistrzem świata.

## Wyniki w poszczególnych partiach
|                    | 1 | 2 | 3 | 4 | 5 | 6 | 7 | 8 | 9 | 10 | 11 | 12 | 13 | 14 | 15 | 16 | 17 | 18 | 19 | 20 | Punkty |
| ------------------ | - | - | - | - | - | - | - | - | - | -- | -- | -- | -- | -- | -- | -- | -- | -- | -- | -- | ------ |
| Johannes Zukertort | 0 | 1 | 1 | 1 | 1 | 0 | 0 | ½ | 0 | ½  | 0  | 0  | 1  | ½  | ½  | 0  | ½  | 0  | 0  | 0  | 5      |
| Wilhelm Steinitz   | 1 | 0 | 0 | 0 | 0 | 1 | 1 | ½ | 1 | ½  | 1  | 1  | 0  | ½  | ½  | 1  | ½  | 1  | 1  | 1  | 10     |